# Округ Патрик (Вирџинија)
Патрик (енгл. Patrick County) је округ у америчкој савезној држави Вирџинија.

## Демографија
По попису из 2010. године број становника је 18.490, што је 917 (-4,7%) становника мање него 2000. године.
| Група             | 2000.          | 2010.          |
| Белци             | 17.667 (91,0%) | 16.680 (90,2%) |
| Афроамериканци    | 1.203 (6,2%)   | 1.085 (5,9%)   |
| Азијати           | 32 (0,2%)      | 42 (0,2%)      |
| Хиспаноамериканци | 363 (1,9%)     | 444 (2,4%)     |
| Укупно            | 19.407         | 18.490         |